# Jo Harvey Allen
Jo Harvey Allen (* 1942 in Lubbock/Texas) ist eine US-amerikanische Schauspielerin und Autorin.

## Leben
Jo Harvey besuchte die Monterey High School in ihrer Heimatstadt und zog dann nach Los Angeles. 1961 heiratete sie den Singer-Songwriter Terry Allan, den sie seit ihrer Kindheit kannte. Bekannt wurde sie vor allem als Filmschauspielerin im Kino und Fernsehen und mit Soloprogrammen am Theater wie Homerun, As It Is in Texas und Counter Angel. Mit ihrem Mann Terry Allan verfasste sie mehrere Bühnenwerke, darunter die Oper Pioneer, mit der sie 1998 durch die USA tourte, und Chippy: Diaries of a West Texas Hooker. Die Los Angeles Weekley bezeichnete sie als a Storieteller in the Best Texas Tradition. 2015 wurde sie in den  West Texas Walk of Fame aufgenommen.

## Filmographie
- 1986: True Stories (Regie: David Byrne)
- 1988: Tapeheads (Regie: Bill Fishman)
- 1988: Checking Out (Regie: David Leland)
- 1989: Cold Sassy Tree (Skandal in Sassy Tree; Regie: Joan Tewkesbury)
- 1991: Fried Green Tomatoes (Grüne Tomaten; Regie: Jon Avnet)
- 1994: Floundering (Haltlos; Regie: Peter McCarthy)
- 1994: The Client (Der Klient; Regie: Joel Schumacher)
- 1998: Scattering Dad (Tote lügen nicht; Regie: Joan Tewkesbury), Fernsehfilm
- 1998: Floating Away (Der lange Weg der Hoffnung; Regie: John Badham), Fernsehfilm
- 1999: The Outfitters (Regie: Reverge Anselmo)
- 1999: Fool's Gold (Regie: Jeffrey Janger)
- 2000: All the Pretty Horses (All die schönen Pferde; Regie: Billy Bob Thornton)
- 2000: Mi amigo (Regie: Milton Brown)
- 2002: Waking Up in Reno (Regie: Jordan Brady)
- 2003: Screen Door Jesus (Regie: Kirk Davis)
- 2003: Secondhand Lions (Löwen aus zweiter Hand; Regie: Tim McCanlies)
- 2005: The Wendell Baker Story (Regie: Andrew Wilson, Luke Wilson)
- 2007:  In the Valley of Elah (Im Tal von Elah; Regie: Paul Haggis)
- 2014: The Homesman (Regie: Tommy Lee Jones)
- 2015: The Other Kind (Regie: Rosalyn Rosen)
- 2023: Killers of the Flower Moon (Regie: Martin Scorsese)